# Новокочкільдіно
Новокочкі́льдіно (рос. Новокочкильдино, башк. Яңы Күскилде) — присілок у складі Аскінського району Башкортостану, Росія. Входить до складу Урміязівської сільської ради.
Населення — 330 осіб (2010; 391 у 2002).
Національний склад:
- башкири — 94 %